# Internationale betrekkingen
De studie van internationale betrekkingen is een deel van de politieke wetenschap dat zich ten doel stelt de buitenlandse betrekkingen en betrekkingen tussen staten te onderzoeken. Hierbij wordt ook gekeken naar de rol van staten, intergouvernementele organisaties (igo's), non-gouvernementele organisaties (ngo's) en multinationale ondernemingen. Het is zowel een veld van academische studie als van openbare politiek. Met het oog hierop wordt zowel de buitenlandse politiek geanalyseerd alsook beleid geformuleerd.

## Overzicht van de theorievorming
In het veld van de internationale betrekkingen staan drie theoretische hoofdstromingen of paradigma's centraal, die verwant zijn aan de drie belangrijkste theorieën van de politicologie. De eerste hoofdstroming is die van het realisme, de tweede hoofdstroming die onderscheiden kan worden is die van het pluralisme dat sterk verwant is aan het liberalisme, als laatste hoofdstroming is het structuralisme dat ontstaan is vanuit het marxisme. Deze drie hoofdstromingen hebben vele dwarsverbanden geslagen, zo zijn er tegenwoordig bij neorealisten naast de basisuitgangspunten van het realisme ook veel aanvullingen uit het pluralisme.

### Realisme
De basisstellingen van de theorie zijn:
- de staat is de belangrijkste actor in de internationale betrekkingen;
- de staat is een unitaire actor;
- de staat is een rationele actor die naar maximalisatie van zijn eigenbelang streeft;
- veiligheid is het belangrijkste thema in de internationale betrekkingen.

Omdat het hier om een theorie gaat zijn deze basisstellingen methodologisch van aard en zijn bedoeld om, zij het door simplificatie, te komen tot een model van waaruit de internationale betrekkingen beschreven, verklaard en voorspeld kunnen worden. Enkele belangrijke realistisch denkers als Hugo de Groot en Edward Hallett Carr hebben bijvoorbeeld behoorlijke aanpassingen op het klassieke realisme, maar behoren toch tot dezelfde school als oerrealisten als Thucydides, Machiavelli, Hobbes en von Clausewitz.
Realisten bestuderen de internationale relaties tussen staten, in een wereldsysteem dat volgens hen wordt gekenmerkt door anarchie: het ontbreken van een centrale autoriteit die de staten normen en regulering oplegt. Realisten delen de stelling dat elke staat soeverein is en dat het zélf als de hoogste autoriteit geldt en het dus geen hogere macht boven zich duldt. Een theorie die deze stelling over anarchie meer uitbouwt is het neorealisme.

#### Neorealisme
Het neorealisme betreft een theoretisch wat grondiger uitwerking van de klassieke realistische visie dat het internationale statensysteem wordt gekenmerkt door anarchie en dat staten hierbinnen proberen te overleven door zo veel mogelijk macht te verwerven. Het neorealisme is het eerst geformuleerd door
Kenneth N. Waltz (Theory of International Politics, 1979). Een klassieke realist is Hans Morgenthau wiens (Politics among nations, 1948) decennialang reeds tot de standaardliteratuur behoort. Een recente verdediger van het neorealisme is John Mearsheimer (The Tragedy of Great Power Politics 1999) die het realisme verdedigt in een periode dat iedereen denkt dat de internationale samenwerking onstuitbaar in opmars is.

### Pluralisme
De basisaannames van de theorie zijn:
- Naast staten zijn ook niet-statelijke actoren van belang;
- De staat is geen unitaire actor;
- Buitenlands beleid bestaat niet alleen uit harde conflictpolitiek, samenwerking tussen actoren is mogelijk;
- Sociaal-economische thema's zijn naast nationale veiligheid belangrijke onderwerpen;

Het pluralisme is hier duidelijk verwant aan het liberalisme, het heeft, anders dan het realisme een positief mensbeeld en er is veel aandacht voor vreedzame ontwikkelingen in de wereld. De pluralistische school kent daardoor veel theorieën over samenwerking en bovenstatelijke integratie zoals het neofunctionalisme van Ernst Haas en het neoliberaal institutionalisme van Robert Keohane dat erg dicht tegen het realisme aanleunt.

#### Neoliberaal institutionalisme
Het neorealisme van Waltz, die zich afzette tegen zowel klassieke realisten als de pluralisten, heeft veel reacties uitgelokt, waaronder die van het neoliberaal institutionalisme. Deze stroming deelt op zichzelf de realistische visie dat de staat de voornaamste speler is en dat staten in principe alleen hun eigenbelang nastreven (vergelijk ook het nutsmaximaliserende individu uit de economie), maar meent dat dit samenwerking niet in de weg hoeft te staan. Een goede verdediger van deze posititie is Robert O. Keohane (After Hegemony, 1984). Keohane hecht veel waarde aan regimes bestaande uit instituties en normen welke internationale samenwerking faciliteren onder andere door zorg te dragen voor convergentie van preferenties. Robert Axelrod (The Evolution of Cooperation, 1984) toonde aan dat ook uit modellen uit de speltheorie blijkt dat onder voorwaarden samenwerking onder anarchie heel goed mogelijk is en vaker voorkomt dan gedacht.

### Structuralisme
De basisaannames van de theorie zijn:
- klassen, staten en maatschappijen zijn een onderdeel van het wereldwijd kapitalistisch systeem;
- Internationale relaties worden bezien vanuit het historisch perspectief en de ontwikkeling van het wereldwijde kapitalisme;
- De belangrijkste relatie tussen klassen, staten en maatschappijen is er een van dominantie en afhankelijkheid;
- Economische factoren zijn bepalend voor de internationale relaties.

Het Structuralisme is ontstaan uit het marxisme, maar heeft in de jaren 1970 onder invloed van niet-marxisten een brede school over internationale politiek ontwikkeld. Belangrijkste onderwerpen van onderzoek zijn de historische ontwikkeling van het kapitalisme en de afhankelijkheidsrelatie van de Derde wereld ten opzichte van de Eerste Wereld. Onder theoretici in de Derde wereld bestond dan ook veel aandacht voor deze school.

#### (Neo)marxisme
De belangrijkste invloed op de structuralistische school komt ongetwijfeld uit de werken van Marx en Engels. Zij waren het die als eerste de aandacht vestigde op het wereldsysteem in plaats van de individuele actoren en vanuit dit perspectief verklaringen zochten voor politieke processen. Ook de Russische revolutionair Lenin heeft een belangrijke bijdrage geleverd aan de (neo)marxistische internationale theorie. Zijn analyse van de werken van Marx, Engels en Hobson leidde tot de theorie die het Imperialisme als hoogste stadium van het kapitalisme beschouwde. Een van de latere invloedrijke (neo)Marxist is Gramsci die in de invloed van ideologie als manier van dominantie onderzocht.
Ook de dependencia-theorie en de wereld-systeemtheorie behoren tot de structuralistische school maar deze zijn niet marxistisch.

### Andere scholen
Andere scholen zijn onder andere het Ecologisme en het Sociaal-constructivisme

### Internationale politieke economie
Internationale politieke economie is het economische subterrein van internationale betrekkingen en houdt zich voornamelijk bezig met internationale handel, kapitaalverkeer, globalisering en ontwikkelingsvraagstukken.

## Studie
Er zijn een aantal universiteiten die zich gespecialiseerd hebben op de studie van internationale betrekkingen. De meest prominente universiteiten op dit gebied zijn onder andere:
- Georgetown University (Edmund A. Walsh School of Foreign Service)
- Johns Hopkins University (Paul H. Nitze School of Advanced International Studies)
- George Washington University (Elliot School of International Affairs)
- Harvard University (JFK School of Government)
- Tufts University (Fletcher School of Law and Diplomacy)
- Columbia University (School of International and Public Affairs)
- University of St Andrews (Department of International Relations)
- London School of Economics (Department of International Relations)
- Oxford University
- King's College London (Faculty of Social Science & Public Policy, School of Security Studies)
- Universiteit van Birmingham (Department of Political Science and International Studies)
- Universiteit van Kopenhagen (Department of Political Science)

### In het Nederlands taalgebied
- In Nederland wordt aan de Rijksuniversiteit Groningen (RuG) de opleiding International Relations and International Organisation (IRIO) aangeboden - voorheen bekend als Internationale Organisaties en Internationale Betrekkingen;
- Een aantal universiteiten in het Nederlandse taalgebied biedt een master aan in de politieke wetenschappen, met afstudeerrichting internationale politiek; voorbeelden hiervan zijn de Universiteit Gent, de Universiteit van Amsterdam en de Radboud Universiteit Nijmegen.;
- De Radboud Universiteit Nijmegen biedt een bacheloropleiding politicologie aan waar Internationale Betrekkingen naast Vergelijkende Politicologie en Politieke Filosofie en Theorie de pijlers zijn. Dit wordt omlijst met een methodologisch kader.
- De Universiteit van Amsterdam (UvA) biedt ook een bacheloropleiding politicologie aan waar Internationale Betrekkingen naast Bestuur en beleid en Politieke theorie en politiek gedrag een van de afstudeerrichtingen is.
- De Universiteit Antwerpen (UA) biedt een masteropleiding aan in de internationale betrekkingen en de diplomatie.
- De Universiteit Leiden (Leiden University) biedt de opleiding Internationale Betrekkingen en Organisaties aan, als specialisatie van de bachelor Politicologie.
- De Anton de Kom Universiteit van Suriname heeft een leergang in internationale betrekkingen.

## Theoretische literatuur

### Inleidende literatuur
- Joseph S. Nye, Understanding International Conflicts. An Introduction to Theory and History, New York, Addison Wesley Longman, 2000/2003.
- Bob Reinalda, Handboek internationale organisaties, Nijmegen, Radboud Universiteit Nijmegen, 2003/2004/2005.
- Paul Viotti, International Relations Theory. Realism, pluralism, globalism and beyond, Needham Heights, Allyn and Bacon, 1999